# Дороніно (Юкаменський район)
Доро́ніно (рос. Доронино) — присілок у складі Юкаменського району Удмуртії, Росія.
Населення — 36 осіб (2010; 48 в 2002).
Національний склад (2002):
- удмурти — 94 %

В 1960-их роках існувало 2 населених пункти — Велике Дороніно та Мале Дороніно, які пізніше були об'єднані.